# Paula Badosa
Paula Badosa Gibert (n. 15 noiembrie 1997, New York City, New York, SUA) este o jucătoare spaniolă profesionistă de tenis. Cea mai bună poziție în clasamentul WTA la simplu este locul 2 mondial, la 25 aprilie 2022. A câștigat patru titluri de simplu WTA Tour în carieră și a realizat cea mai bună performanță la un turneu de Grand Slam, ajungând în sferturile de finală la French Open 2021. Mai târziu în acel an, ea a câștigat Indian Wells Masters, un turneu de nivel WTA 1000 și cel mai mare titlu din carieră de până acum.
Ca junior, Badosa s-a clasat pe locul 8 în lume și a fost campioană la simplu fete la French Open 2015. Ca profesionistă, ea a intrat în top 100 în 2019, după ce a făcut a doua ei semifinală consecutivă din carieră în WTA Tour la Karlsruhe Open. Anul următor, a ajuns în runda a patra la Openul Francez, cel mai lung parcurs al ei la o competiție majoră până atunci, și a ajuns în top 70. În 2021, Badosa a disputat prima ei semifinală WTA 500 la Charleston Open și prima semifinală WTA 1000 la Madrid Open, precum și o finală WTA 250 la Serbia Open, unde a câștigat primul titlu WTA. Făcând acest lucru, ea a intrat în top 40 și la scurt timp a intrat în top zece după primul ei titlu WTA 1000 la Indian Wells și debutul în finala WTA în toamnă. În 2022, Badosa a înregistrat a patra performanță din carieră în runda a patra la o competiție majoră la Australian Open, garantând debutul ei în top cinci.

## Viața privată
Paula Badosa s-a născut la Manhattan, New York, din părinți spanioli Mireia Gibert și Josep Badosa. Ambii părinți au lucrat în modă. Când avea șapte ani, s-a mutat împreună cu familia la Barcelona. Apoi a început să joace tenis, la Club Tennis d'Aro. La 14 ani, s-a mutat la Valencia pentru a progresa în tenis. La vârsta de 17 ani, s-a întors la Barcelona.
Vorbește spaniolă, catalană, engleză și puțin franceză. Turneul ei preferat este US Open. Idolii cu care a crescut au fost Rafael Nadal și Maria Șarapova. Badosa a declarat că este o mare admiratoare a Simonei Halep.
Când era copil, a aspirat să fie model, urmând calea părinților ei. S-a luptat cu depresia și anxietatea.

## Cariera profesională

### 2021: Sfert de finală la French Open, titlul la Indian Wells, finala WTA și debutul în top 10
În mai, Badosa a ajuns în prima ei semifinală WTA 1000 la Madrid Open, devenind prima jucătoare spaniolă din istoria turneului care a ajuns în semifinale, învingând-o pe Belinda Bencic, cap de serie nr. 8. În semifinale s-a confruntat cu numărul 1 mondial, Ashleigh Barty, care a învins-o în seturi consecutive. În urma turneului, Badosa a atins un nou record în carieră, numărul 42 mondial.
La Serbia Open, ea a ajuns la a treia semifinală consecutivă pe zgură, învingând-o pe Rebecca Peterson. Drept urmare, a intrat în top 40 pentru prima dată în carieră și a câștigat titlul după ce Ana Konjuh s-a retras accidentată în finală.
Cap de serie 33 la French Open, Badosa le-a învins pe Lauren Davis și Danka Kovinic în seturi consecutive înainte de a înfrunta pe Ana Bogdan. După ce a salvat un punct de meci în al doilea set, a reușit să câțtige meciul în trei seturi ajungând în runda a patra la Roland Farros pentru al doilea an la rând. Apoi s-a confruntat cu fosta finalistă Markéta Vondroušová, pe care a învins-o în trei seturi pentru a trece în sferturile de finală ale unui major pentru prima dată în cariera ei. Aici, în ciuda faptului că a făcut un break în setul final, ea a pierdut în fața Tamarei Zidanšek.
Badosa a reprezentat Spania la Jocurile Olimpice de vară din 2020 la probele de simplu și dublu feminin. Badosa și partenera ei Sara Sorribes Tormo au învins perechea mexicană Giuliana Olmos și Renata Zarazúa în prima rundă, înainte de a pierde în runda a doua în fața perechii cehe Barbora Krejčíková și Kateřina Siniaková. La simplu, Badosa a câștigat primele trei meciuri împotriva francezei Kristina Mladenovic, polonezei Iga Świątek și argentiniei Nadia Podoroska.  În meciul său din sferturile de finală împotriva jucătoarei cehe Markéta Vondroušová, Badosa a pierdut primul set înainte de a se retrage din meci din cauza insolației. Acest lucru, împreună cu plângerile altor jucători de tenis, cum ar fi Daniil Medvedev și Novak Djokovic, a fost catalizatorul pentru ca oficialii olimpici să schimbe cea mai devreme oră de începere a meciurilor de la 11:00 la 15:00.
La 12 august 2021, Badosa s-a despărțit de antrenorul ei Javier Martí, cu care lucrase timp de unsprezece luni. Acest lucru a fost anunțat la o zi după ce a suferit o înfrângere împotriva Rebeccai Marino în optimile de finală de la Canadian Open. La 23 august 2021, după cel de-al doilea sfert de finală WTA 1000 la Cincinnati Open, unde a învins-o pe Petra Martic, Arina Sabalenka și Elena Rîbakina, ea a atins un record în carieră la simplu, numărul 26 mondial. La 17 octombrie 2021, Badosa a învins-o pe fosta campioană Victoria Azarenka într-un meci de trei ore pentru a câștiga turneul de la Indian Wells, pentru primul ei titlu WTA 1000. În urma acestei curse de succes, ea și-a făcut debutul în top 10 la 8 noiembrie 2021. S-a calificat în finala WTA 2021  și a fost prima din grupa ei round-robin care a ajuns în semifinale.

### 2022: Al treilea titlu în carieră, debut în top 5 și numărul 2 mondial

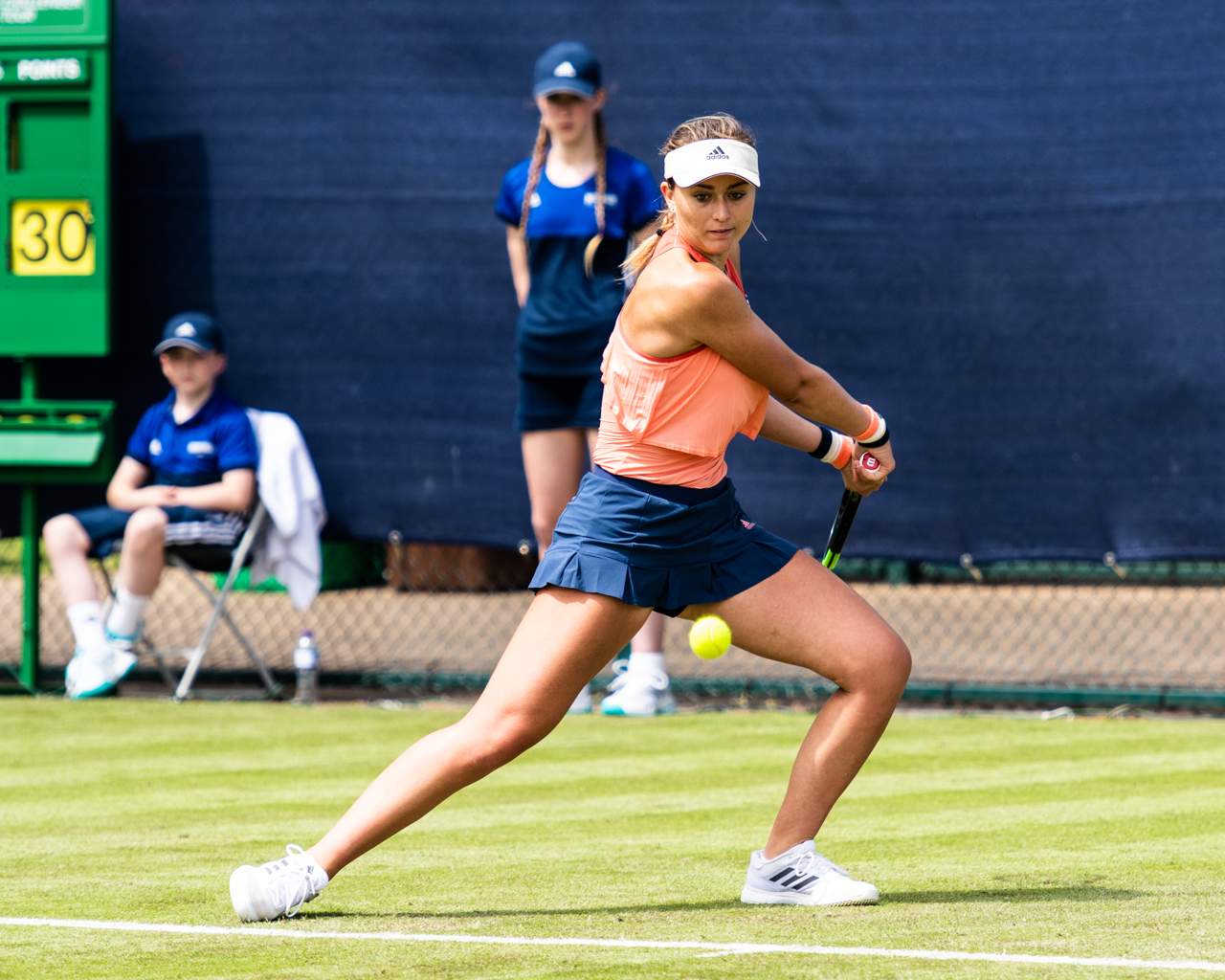
Paula Badosa

După ce și-a început sezonul 2022 cu o înfrângere în primul tur în fața Victoriei Azarenka la Adelaide International, Badosa și-a revendicat al treilea titlu în carieră la Sydney International, învingând-o în finală pe campioana en-titre de la French Open, Barbora Krejčíková. Odată cu această victorie, ea a urcat pe locul 6 mondial în clasamentul WTA.
La Australian Open, unde a fost cap de serie șase, Badosa a ajuns pentru prima dată în runda a patra, unde a pierdut în seturi consecutive în fața americancei Madison Keys.
După ieșiri timpurii la Dubai și Doha, Badosa a ajuns în semifinale la Indian Wells și în sferturi la Miami, unde a fost nevoită să se retragă din cauza unei boli. Odată cu aceste rezultate și cu retragerea lui Barty, ea a urcat pe locul 3 în clasament. După prezența în semifinală la Porsche Tennis Grand Prix 2022, ea a urcat pe locul 2 mondial, la 25 aprilie 2022. La French Open, Badosa s-a retras din meciul din runda a treia împotriva rusoaicei Veronika Kudermetova din cauza unei accidentări la gambă. La Wimbledon, Badosa a învins-o pe Petra Kvitová în runda a treia. În runda a patra, ea a pierdut în fața Simonei Halep în seturi consecutive. Badosa a avut 20 de erori neforțate și șapte câștigătore, comparativ cu nouă erori neforțate și 17 câștigători pentru Halep.

## Statistici carieră

### Participări la Grand Slam
| C | F | SF | QF | #R | RR | Q# | P# | DNQ | A | Z# | PO | Au | Ag | Br | NMS | P | NH |

| Turneu           | 2015 | ... | 2018 | 2019 | 2020 | 2021 | 2022 | 2023 | 2024 | 2025 | SR     | W–L   | Victorii % |
| ---------------- | ---- | --- | ---- | ---- | ---- | ---- | ---- | ---- | ---- | ---- | ------ | ----- | ---------- |
| Australian Open  | A    |     | A    | 1R   | 2R   | 1R   | 4R   | A    | 3R   | SF   | 0 / 6  | 11–6  | 65%        |
| French Open      | A    |     | A    | Q1   | 4R   | QF   | 3R   | A    | 3R   | 3R   | 0 / 5  | 13–5  | 72%        |
| Wimbledon        | A    |     | Q1   | 1R   | NH   | 4R   | 4R   | 2R   | 4R   | 1R   | 0 / 6  | 10–6  | 63%        |
| US Open          | Q2   |     | Q2   | 1R   | 1R   | 2R   | 2R   | A    | QF   |      | 0 / 5  | 6–5   | 55%        |
| Câștigat–pierdut | 0–0  |     | 0–0  | 0–3  | 4–3  | 8–4  | 9–4  | 1–1  | 11–4 | 7–3  | 0 / 22 | 40–22 | 65%        |